# Campeonato Africano das Nações de 2025
O Campeonato Africano das Nações (português angolano), Taça das Nações Africanas (português europeu) ou Copa Africana de Nações (português brasileiro) de 2025 será a 35ª edição do torneio organizado pela Confederação Africana de Futebol (CAF). A fase final dessa edição irá ocorrer no Marrocos pela segunda vez, após a edição de 1988. Marrocos originalmente seria a sede da edição de 2015, mas desistiu devido a receios decorrentes ao surto de Ebola na África Ocidental.
Devido à FIFA ter expandido a Copa do Mundo de Clubes para 32 equipes e tê-la agendada para junho e julho daquele ano, esta edição do torneio será disputada entre 21 de dezembro de 2025 e 18 de janeiro de 2026. A situação foi ainda mais complicada pela adição de duas rodadas extras agendadas para as duas últimas semanas de janeiro na Liga dos Campeões que começa na próxima temporada na Europa. Isso significa que a janela tradicional para a Afcon em meados de janeiro a meados de fevereiro (quando as fases eliminatórias da Liga dos Campeões devem começar) provavelmente causará ainda mais interrupções do que o normal.
Esta edição do torneio estava marcada para ser a segunda depois de 2019 a ocorrer durante o verão do hemisfério norte, a fim de reduzir conflitos de calendário com times e competições de clubes europeus; a edição anterior foi transferida para janeiro e fevereiro de 2024 devido às condições climáticas adversas de verão na Costa do Marfim. A Guiné foi originalmente definida como sede desta edição do torneio, mas teve seus direitos de anfitrião retirados após afirmar sua inadequação nos preparativos para receber a competição. Após um segundo processo de licitação, Marrocos foi nomeado o novo anfitrião em 27 de setembro de 2023.

## Escolha do anfitrião
A CAF retirou Camarões da oportunidade de sediar a edição de 2019 do torneio em 30 de novembro de 2018 devido à falta de rapidez nos preparativos, mas aceitou o pedido do ex-presidente da CAF, Ahmad Ahmad, de sediar a próxima edição em 2021. Consequentemente, os anfitriões originais de 2021, a Costa do Marfim, tornaram-se anfitriões da edição de 2023, com a Guiné recebendo a edição de 2025, que até então não tinha sede definida. Em 30 de setembro de 2022, o atual presidente da CAF, Patrice Motsepe, anunciou que a Guiné havia sido retirada da sede da edição de 2025 devido à inadequação e à rapidez dos preparativos para a sediar o torneio. Em 27 de setembro de 2023, foi anunciado que a edição de 2025 será sediada pelo Marrocos e a edição de 2027 por Quênia, Uganda e Tanzânia.

## Eliminatórias
Em 18 de fevereiro de 2024, a CAF divulgou os procedimentos para o sorteio da rodada preliminar, que foi realizado em sua sede no Cairo, Egito, dois dias depois, ou seja, 20 de fevereiro. O sorteio da fase de grupos ocorreu em 4 de julho de 2024 em Joanesburgo, África do Sul. Todas as associações membros da CAF entraram na competição, exceto Eritreia e Seicheles, que foram excluídas das eliminatórias. A classificação foi baseada no Ranking Mundial da FIFA de 15 de fevereiro de 2024, com as equipes classificadas de 1º a 44º recebendo uma vaga para a fase de grupos de qualificação, enquanto as equipes classificadas de 45º a 52º tiveram que participar da rodada preliminar.

### Seleções classificadas

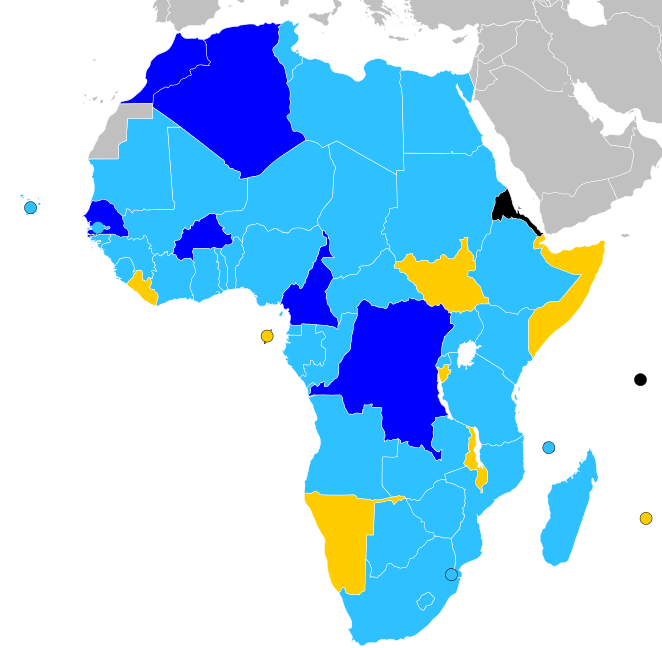
Classificado
Não se classificou
Desistiu ou não entrou
Não filiado à CAF

| País             | Classificado como         | Data da classificação  | Participação | Melhor resultado                                    |
| ---------------- | ------------------------- | ---------------------- | ------------ | --------------------------------------------------- |
| Marrocos         | Anfitrião                 | 27 de setembro de 2023 | 20ª          | Campeão (1976)                                      |
| Burquina Fasso   | Segundo lugar do Grupo L  | 13 de outubro de 2024  | 14ª          | Vice-campeão (2013)                                 |
| Argélia          | Primeiro lugar do Grupo E | 14 de outubro de 2024  | 21ª          | Campeão (1990 e 2019)                               |
| Camarões         | Primeiro lugar do Grupo J | 14 de outubro de 2024  | 22ª          | Campeão (1984, 1988, 2000, 2002 e 2017)             |
| RD Congo         | Primeiro lugar do Grupo H | 15 de outubro de 2024  | 21ª          | Campeão (1968 e 1974)                               |
| Senegal          | Primeiro lugar do Grupo L | 15 de outubro de 2024  | 18ª          | Campeão (2021)                                      |
| Egito            | Primeiro lugar do Grupo C | 15 de outubro de 2024  | 27ª          | Campeão (1957, 1959, 1986, 1998, 2006, 2008 e 2010) |
| Angola           | Primeiro lugar do Grupo F | 15 de outubro de 2024  | 10ª          | Quartas de final (2008, 2010 e 2023)                |
| Guiné Equatorial | Segundo lugar do Grupo E  | 13 de novembro de 2024 | 5ª           | 4º lugar (2015)                                     |
| Costa do Marfim  | Segundo lugar do Grupo G  | 13 de novembro de 2024 | 26ª          | Campeão (1992, 2015 e 2023)                         |
| Gabão            | Segundo lugar do Grupo B  | 14 de novembro de 2024 | 9ª           | Quartas de final (1996 e 2012)                      |
| Uganda           | Segundo lugar do Grupo K  | 14 de novembro de 2024 | 8ª           | Vice-campeão (1978)                                 |
| África do Sul    | Primeiro lugar do Grupo K | 14 de novembro de 2024 | 12ª          | Campeão (1996)                                      |
| Tunísia          | Segundo lugar do Grupo A  | 14 de novembro de 2024 | 22ª          | Campeão (2004)                                      |
| Nigéria          | Primeiro lugar do Grupo D | 14 de novembro de 2024 | 21ª          | Campeão (1980, 1994 e 2013)                         |
| Mali             | Primeiro lugar do Grupo I | 15 de novembro de 2024 | 14ª          | Vice-campeão (1972)                                 |
| Zâmbia           | Primeiro lugar do Grupo G | 15 de novembro de 2024 | 19ª          | Campeão (2012)                                      |
| Zimbabwe         | Segundo lugar do Grupo J  | 15 de novembro de 2024 | 6ª           | Fase de grupos (2004, 2006, 2017, 2019 e 2021)      |
| Comores          | Primeiro lugar do Grupo A | 15 de novembro de 2024 | 2ª           | Oitavas de final (2021)                             |
| Benim            | Segundo lugar do Grupo D  | 18 de novembro de 2024 | 5ª           | Quartas de final (2019)                             |
| Sudão            | Segundo lugar do Grupo F  | 18 de novembro de 2024 | 10ª          | Campeão (1957)                                      |
| Tanzânia         | Segundo lugar do Grupo H  | 19 de novembro de 2024 | 4ª           | Fase de grupos (1980, 2019 e 2023)                  |
| Botsuana         | Segundo lugar do Grupo C  | 19 de novembro de 2024 | 2ª           | Fase de grupos (2012)                               |
| Moçambique       | Segundo lugar do Grupo I  | 19 de novembro de 2024 | 6ª           | Fase de grupos (1986, 1996, 1998, 2010 e 2023)      |

## Sedes
Em 27 de janeiro de 2025 foi anunciado os nove estádios em seis cidades que irão receber a partidas da competição.
| Cidade     | Estádio                                   | Capacidade |
| ---------- | ----------------------------------------- | ---------- |
| Agadir     | Grande Estádio de Agadir                  | 45.144     |
| Casablanca | Estádio Mohammed V                        | 45.891     |
| Fez        | Complexo Desportivo de Fez                | 35.468     |
| Marraquexe | Estádio de Marraquexe                     | 41.245     |
| Rabat      | Estádio Príncipe Moulay Abdellah          | 69.500     |
| Rabat      | Estádio Moulay Hassan                     | 22.000     |
| Rabat      | Estádio Al Barid                          | 18.000     |
| Rabat      | Estádio Olímpico Príncipe Moulay Abdellah | 21.000     |
| Tânger     | Estádio Ibn Batouta                       | 75.600     |

## Sorteio
O sorteio para a fase de grupos foi realizado em 27 de janeiro de 2025 em Rabat. A CAF utilizou o Ranking Mundial da FIFA de dezembro de 2024 para definir os potes do sorteio.
| Pote 1                                                             | Pote 2                                                      | Pote 3                                            | Pote 4                                              |
| ------------------------------------------------------------------ | ----------------------------------------------------------- | ------------------------------------------------- | --------------------------------------------------- |
| Marrocos (anfitrião) Senegal Egito Argélia Nigéria Costa do Marfim | Camarões Mali Tunísia África do Sul RD Congo Burquina Fasso | Gabão Angola Zâmbia Uganda Guiné Equatorial Benim | Moçambique Comores Tanzânia Sudão Zimbabwe Botsuana |

## Fase de grupos
Os dois primeiros colocados de cada grupo e os quatro melhores terceiros colocados avançam para as oitavas de final. 

### Grupo A
| Pos | Equipe       | Pts | J | V | E | D | GP | GC | SG | Classificado                           |
| --- | ------------ | --- | - | - | - | - | -- | -- | -- | -------------------------------------- |
| 1   | Marrocos (H) | 0   | 0 | 0 | 0 | 0 | 0  | 0  | 0  | Avança à fase final                    |
| 2   | Mali         | 0   | 0 | 0 | 0 | 0 | 0  | 0  | 0  | Avança à fase final                    |
| 3   | Zâmbia       | 0   | 0 | 0 | 0 | 0 | 0  | 0  | 0  | Possível fase final baseado no ranking |
| 4   | Comores      | 0   | 0 | 0 | 0 | 0 | 0  | 0  | 0  |                                        |

### Grupo B
| Pos | Equipe        | Pts | J | V | E | D | GP | GC | SG | Classificado                           |
| --- | ------------- | --- | - | - | - | - | -- | -- | -- | -------------------------------------- |
| 1   | Egito         | 0   | 0 | 0 | 0 | 0 | 0  | 0  | 0  | Avança à fase final                    |
| 2   | África do Sul | 0   | 0 | 0 | 0 | 0 | 0  | 0  | 0  | Avança à fase final                    |
| 3   | Angola        | 0   | 0 | 0 | 0 | 0 | 0  | 0  | 0  | Possível fase final baseado no ranking |
| 4   | Zimbabwe      | 0   | 0 | 0 | 0 | 0 | 0  | 0  | 0  |                                        |

### Grupo C
| Pos | Equipe   | Pts | J | V | E | D | GP | GC | SG | Classificado                           |
| --- | -------- | --- | - | - | - | - | -- | -- | -- | -------------------------------------- |
| 1   | Nigéria  | 0   | 0 | 0 | 0 | 0 | 0  | 0  | 0  | Avança à fase final                    |
| 2   | Tunísia  | 0   | 0 | 0 | 0 | 0 | 0  | 0  | 0  | Avança à fase final                    |
| 3   | Uganda   | 0   | 0 | 0 | 0 | 0 | 0  | 0  | 0  | Possível fase final baseado no ranking |
| 4   | Tanzânia | 0   | 0 | 0 | 0 | 0 | 0  | 0  | 0  |                                        |

### Grupo D
| Pos | Equipe   | Pts | J | V | E | D | GP | GC | SG | Classificado                           |
| --- | -------- | --- | - | - | - | - | -- | -- | -- | -------------------------------------- |
| 1   | Senegal  | 0   | 0 | 0 | 0 | 0 | 0  | 0  | 0  | Avança à fase final                    |
| 2   | RD Congo | 0   | 0 | 0 | 0 | 0 | 0  | 0  | 0  | Avança à fase final                    |
| 3   | Benim    | 0   | 0 | 0 | 0 | 0 | 0  | 0  | 0  | Possível fase final baseado no ranking |
| 4   | Botsuana | 0   | 0 | 0 | 0 | 0 | 0  | 0  | 0  |                                        |

### Grupo E
| Pos | Equipe           | Pts | J | V | E | D | GP | GC | SG | Classificado                           |
| --- | ---------------- | --- | - | - | - | - | -- | -- | -- | -------------------------------------- |
| 1   | Argélia          | 0   | 0 | 0 | 0 | 0 | 0  | 0  | 0  | Avança à fase final                    |
| 2   | Burquina Fasso   | 0   | 0 | 0 | 0 | 0 | 0  | 0  | 0  | Avança à fase final                    |
| 3   | Guiné Equatorial | 0   | 0 | 0 | 0 | 0 | 0  | 0  | 0  | Possível fase final baseado no ranking |
| 4   | Sudão            | 0   | 0 | 0 | 0 | 0 | 0  | 0  | 0  |                                        |

### Grupo F
| Pos | Equipe          | Pts | J | V | E | D | GP | GC | SG | Classificado                           |
| --- | --------------- | --- | - | - | - | - | -- | -- | -- | -------------------------------------- |
| 1   | Costa do Marfim | 0   | 0 | 0 | 0 | 0 | 0  | 0  | 0  | Avança à fase final                    |
| 2   | Camarões        | 0   | 0 | 0 | 0 | 0 | 0  | 0  | 0  | Avança à fase final                    |
| 3   | Gabão           | 0   | 0 | 0 | 0 | 0 | 0  | 0  | 0  | Possível fase final baseado no ranking |
| 4   | Moçambique      | 0   | 0 | 0 | 0 | 0 | 0  | 0  | 0  |                                        |

### Melhores terceiros colocados
| Pos | Grp | Equipe | Pts | J | V | E | D | GP | GC | SG | Classificado        |
| --- | --- | ------ | --- | - | - | - | - | -- | -- | -- | ------------------- |
| 1   | A   | A3     | 0   | 0 | 0 | 0 | 0 | 0  | 0  | 0  | Avança à fase final |
| 2   | B   | B3     | 0   | 0 | 0 | 0 | 0 | 0  | 0  | 0  | Avança à fase final |
| 3   | C   | C3     | 0   | 0 | 0 | 0 | 0 | 0  | 0  | 0  | Avança à fase final |
| 4   | D   | D3     | 0   | 0 | 0 | 0 | 0 | 0  | 0  | 0  | Avança à fase final |
| 5   | E   | E3     | 0   | 0 | 0 | 0 | 0 | 0  | 0  | 0  |                     |
| 6   | F   | F3     | 0   | 0 | 0 | 0 | 0 | 0  | 0  | 0  |                     |